# 深圳國際園林花卉博覽園
深圳國際園林花卉博覽園，簡稱深圳園博園，是廣東省深圳市福田區內的一個公園，東鄰竹子林站，近僑城東站。該公園面積66萬平方米左右，在2004年9月23日落成並舉辦中国国际园林花卉博览会。

## 設施
- 中國各地園林和田園文化象徵。如趵突泉，徽派建築，諸葛躬耕隆中等。
- 弘福寺，位於園内制高點，主體為9層高的鋼筋混凝土佛塔「福塔」，内有本煥大和尚舍利子和題字。
- 當代藝術：《十小子遊公園》等。

## 鄰近
- 深南大道
- 廣深高速公路
- 錦繡中華

## 相關
- 中國國際園林花卉博覽會